# Hypodryas reducta
Hypodryas reducta är en fjärilsart som beskrevs av Vorbrodt 1911. Hypodryas reducta ingår i släktet Hypodryas och familjen praktfjärilar. Inga underarter finns listade i Catalogue of Life.